# 比例計数管
比例計数管（ひれいけいすうかん、英語: proportional counter、ドイツ語: Proportionalzählrohr）は、電離放射線の数を数え、またそのエネルギーを測る測定装置である。

## 概要
比例計数管は電離箱やガイガー＝ミュラー計数管と同じ原理で動作するが、電離箱よりは高くガイガー＝ミュラー計数管よりは低い電圧で動作する。

### 動作原理
十分なエネルギーを持っている電離放射線が入射したとき、その軌跡上にあるガス原子は電離に必要なイオン化エネルギーを得て、電子と正の電荷を持つ原子からなるイオン対に分かれる。
ここで生まれた電子は電場の影響を受けて陽極に向かうが、この電位差が十分に高いと平均自由行程間で電子と衝突した原子もまたイオン対に分かれ、そこで生まれた電子がさらに衝突を繰り返して…といったイオン対生成のカスケードが発生する。この現象をタウンゼントなだれと呼び、比例計数管はこれを利用している。電離箱はタウンゼントなだれが起きるほどの電位差をかけないことから比例計数管と区別される。
電位差を適切に選択することで、それぞれのなだれプロセスが同じ最初のイベントから生じる他のなだれとは独立に起こる。
そのために、電離で生じた電子の合計の数は、距離に対して指数関数的に増加するけれども、電荷の全体の量はオリジナルのイベントで生じた電荷の量に比例したままでいる。
電極の間の全電荷（電流の時間積分）を評価することによって、放射線のエネルギーを知ることができる。
なぜなら放射線によって作られたイオン対の数はそのエネルギーに比例しているからである。
電子を移動させる電位差が慎重に選択される限り、この比例関係は維持されている。
もし電圧をしきい値未満まで下げるなら、電子が移動するときに、それ以上のイオン対を作るために十分なエネルギーを得ることができないので、この探知器は電離箱として機能する。
もし電圧があまりにも高いなら、電荷の増幅の度合いは最大値に近くなり、空洞から出てくるすべてのパルスは同じ強さを持っている、それで探知器はガイガー＝ミュラー計数管として機能する。
この電荷の増幅のプロセスは、探知器の信号対ノイズの比率を改善して、また外部の電子機器で必要とされる増幅の量を減らすことができる。
空洞を通った放射線のエネルギーと、作られた電荷の全体量の間の比例関係のために、比例計数管は放射線分光分析に用いられる。